# Old Friends Quartet
Old Friends Quartet foi um grupo vocal cristão norte-americano do gênero southern gospel que existiu entre 2000 e 2003, formado pelas lendas do gênero George Younce (ex-Cathedral Quartet) e Jake Hess (ex-Statesmen Quartet, The Imperials) junto com Ernie Haase (ex-Cathedral Quartet) e Wesley Pritchard.

## História
Em 1999, Depois da morte de Glen Payne, segundo tenor e fundador do Cathedral Quartet, o grupo encerrou suas atividades. O barítono Scott Fowler e o pianista Roger Bennett formaram o Legacy Five. Enquanto isso, George Younce convidou seu genro Ernie Haase, que fora integrante do Cathedral Quartet, e outra lenda viva do gênero southern gospel, Jake Hess, para formar um novo grupo. O quarto componente, a convite de Haase, foi o contrabaixista e cantor Wesley Pritchard.
Devido à frágil saúde tanto de Younce como de Hess, o grupo, nomeado de Old Friends Quartet, se apresentaria apenas em algumas poucas datas selecionadas durante o ano, mas ainda assim foi aclamado como um dos melhores quartetos da época. Em 2001, lançaram seu primeiro álbum, Encore, aclamado pela crítica especializada. No ano seguinte, gravaram um DVD com o mesmo título, filmado em Mobile, Alabama. O vídeo recebeu o prêmio Southern Gospel Music Award na categoria Melhor Vídeo.
Em 2002, o grupo anunciou que não continuaria suas atividades devido à fragilidade da saúde dos anciões, George Younce e Jake Hess. Haase então deu início ao projeto do Signature Sound Quartet (posteriormente Ernie Haase & Signature Sound). Antes do fim de suas atividades, porém, o grupo ainda lançou um segundo álbum em 2003, intitulado Feelin' Fine. Pouco depois, o grupo parou de cantar. Nos poucos anos de atividade, o grupo apareceu em vários vídeos da série de concertos Homecoming, organizada por Bill Gaither.
Jake Hess veio a falecer em 2004, aos 76 anos de idade. No ano seguinte, George Younce também faleceu, aos 75 anos, vítima de complicações devido a insuficiência renal. Wesley Pritchard continuou a carreira de contrabaixista, cantor e produtor musical.

## Discografia

### Álbuns de Studio
- Encore (2001 - Ernie Haase/Jake Hess/Wesley Pritchard/George Younce)
- Feelin' Fine (2003 - Ernie Haase/Jake Hess/Wesley Pritchard/George Younce)

### Vídeos
- Encore (2002 - Ernie Haase/Jake Hess/Wesley Pritchard/George Younce)